# Österreichischer Frauen-Fußballcup 1999/2000
Der Österreichische Frauen-Fußballcup wurde in der Saison 1999/2000 zum 26. Mal ausgespielt. Als ÖFB-Frauen-Cup wurde er vom Österreichischen Fußballbund zum achten Mal durchgeführt und begann am 4. September 1999 mit der ersten Runde und endete am 25. Juni 2000 mit dem Finale am Sportplatz Großkrut in Niederösterreich. Den Pokal gewann zum neunten Mal der USC Landhaus.

## Teilnehmende Mannschaften
Für den österreichischen Frauen-Fußballcup haben sich anhand der Teilnahme der Ligen der Saison 1999/2000 folgende 23 Mannschaften, die nach der Saisonplatzierung der Frauen-Bundesliga 1998/99, der 2. Division Ost 1998/99 und der Regionalliga West 1998/99 geordnet sind, und der erstmals zweiklassigen Landesliga Steiermark qualifiziert. Teams, die als durchgestrichen gekennzeichnet sind, nahmen am Wettbewerb aus diversen Gründen nicht am Wettbewerb teil oder sind zweite Mannschaften und spielten daher nicht um den Pokal mit. Weiters konnten noch der Landesmeister oder auch Vertreter der Saison 1998/99 teilnehmen.
| Frauen-Bundesliga (8) | Meister oder Meistervertreter aus der Landesliga (4) | Meister oder Meistervertreter aus der Landesliga (4) |
| --- | --- | --- |
| - Union Kleinmünchen (OÖ) (C) - SV Neulengbach (NÖ) - Innsbrucker AC (T) - USC Landhaus (W) - 1. DFC Leoben (ST) - ESV Süd-Ost (W) - SC Brunn am Gebirge (NÖ) (N) - FC Hellas Kagran (W) (N) | - SC Damen Dörfl (B) (LM) siehe 2. Division Ost - SV Rapid Lienz (K) (LM) - SC Moosbrunn (NÖ) (LM)                                                                                           | - Union Kleinmünchen II (OÖ) (LM) - SV Garsten (OÖ) (L2) - PSV Schwarz-Weiß Salzburg (S) (C) (LM) |
| 2. Division Ost (8) | Landesliga Steiermark (1) | Regionalliga West (2) |
| - SG USC Rohrbach/SV Böheimkirchen (NÖ) - SV Horn (NÖ) - SG Ardagger/Neustadtl (NÖ) - ASV Nickelsdorf (B) - DFC Heidenreichstein (NÖ) - DFV Juwelen Janecka (W) - SC Stattersdorf (NÖ) - SC Damen Dörfl (B) (N) | - USV Eichberg (ST) - LUV Graz (ST) - FC Ligist (ST) - FC Piberstein Lankowitz (ST) - SC St. Ruprecht/Raab (ST) - USC Schäffern (ST) - USV Seckau (ST) - SK Stojen (ST) - USV Wundschuh (ST) | - FC Egg (V) - Schwarz-Weiß Bregenz (V) - SK Zirl (T) - FC Lingenau (V) (N) - FC Alberschwende (V) (N) - Schwarz-Weiß Bregenz II (V) (N) - FC Fussach (V) (N) - FC Götzis (V) (N) - New Energy 95 Lustenau (V) (N) |
| Erläuterungen Länderkürzel: (B): Burgenland, (K): Kärnten, (NÖ): Niederösterreich, (OÖ): Oberösterreich, (S): Salzburg, (ST): Steiermark, (T): Tirol, (V): Vorarlberg, (W): Wien; Vereins-Landes-Bewerbserfolg: (LM): Landesmeister, (Lx): x. Platz der Landesliga, (LN): Landesliga-Aufsteiger, (..-x): x Landesliga siehe Länderkürzel | | |

| (C) | amtierender Cupsieger 1998/99      |
| (A) | Absteiger der Saison 1999/2000     |
| (N) | Neuaufsteiger der Saison 1999/2000 |

## Turnierverlauf

### 1. Cuprunde
In der 1. Cuprunde trafen die Landesliga-Meister bzw. -Vizemeister und die Zweitdivisionäre aufeinander.
| Datum                   |                           | Ergebnis   |                                  |
| ----------------------- | ------------------------- | ---------- | -------------------------------- |
| 04.09.1999 um 18:30 Uhr | SG Ardagger/Neustadtl     | 4:0 (2:0)  | SC Moosbrunn                     |
| 04.09.1999 um 19:00 Uhr | SV Horn                   | 2:1 (0:1)  | SC Damen Dörfl                   |
| 05.09.1999 um 10:00 Uhr | FC Egg                    | 1:16 (1:8) | SC Stattersdorf                  |
| 05.09.1999 um 10:00 Uhr | PSV Schwarz-Weiß Salzburg | 5:1 (2:1)  | SG USC Rohrbach/SV Böheimkirchen |
| 05.09.1999 um 11:00 Uhr | DFC Heidenreichstein      | 1:2 (1:2)  | SV Garsten                       |
| 05.09.1999 um 16:00 Uhr | USV Eichberg              | 5:1 (2:1)  | ASV Nickelsdorf                  |
| 05.09.1999 um 16:00 Uhr | DFV Juwelen Janecka       | 1:0 (0:0)  | SV Rapid Lienz                   |
|                         | SK Zirl                   | Freilos    |                                  |

### 2. Cuprunde
Die Bundesligavereine stiegen erst in der 2. Cuprunde ein.
| Datum                   |                           | Ergebnis                         |                     |
| ----------------------- | ------------------------- | -------------------------------- | ------------------- |
| 10.10.1999 um 14:00 Uhr | SC Stattersdorf           | 4:4 n. V. (4:4, 1:0) (3:5 i. E.) | 1. DFC Leoben       |
| 10.10.1999 um 15:00 Uhr | DFV Juwelen Janecka       | 0:7 (0:2)                        | USC Landhaus        |
| 09.10.1999 um 18:00 Uhr | SV Horn                   | 2:7 (1:5)                        | Union Kleinmünchen  |
| 10.10.1999 um 11:00 Uhr | SK Zirl                   | 5:8 (3:4)                        | FC Hellas Kagran    |
| 10.10.1999 um 14:00 Uhr | USV Eichberg              | 1:4 (1:0)                        | ESV Süd-Ost         |
| 10.10.1999 um 15:00 Uhr | PSV Schwarz-Weiß Salzburg | 0:9 (0:3)                        | Innsbrucker AC      |
| 10.10.1999 um 15:00 Uhr | SV Garsten                | 1:4 (0:3)                        | SV Neulengbach      |
| 26.10.1999 um 14:00 Uhr | SG Ardagger/Neustadtl     | 2:4 (2:2)                        | SC Brunn am Gebirge |

### Viertelfinale
| Datum                   |                     | Ergebnis  |                  |
| ----------------------- | ------------------- | --------- | ---------------- |
| 09.04.2000 um 14:00 Uhr | Union Kleinmünchen  | 2:1 (2:0) | SV Neulengbach   |
| 08.04.2000 um 17:00 Uhr | SC Brunn am Gebirge | 1:4 (1:1) | ESV Süd-Ost      |
| 09.04.2000 um 10:30 Uhr | Innsbrucker AC      | 0:1 (0:0) | USC Landhaus     |
| 09.04.2000 um 14:00 Uhr | 1. DFC Leoben       | 7:0 (5:0) | FC Hellas Kagran |

### Halbfinale
| Datum                   |                    | Ergebnis              |              |
| ----------------------- | ------------------ | --------------------- | ------------ |
| 21.05.2000 um 15:00 Uhr | 1. DFC Leoben      | 2:0 (0:0)             | ESV Süd-Ost  |
| 21.05.2000 um 14:00 Uhr | Union Kleinmünchen | 0:0 n. V. (0:3 i. E.) | USC Landhaus |

### Finale
Das Finale wurde am Sportplatz Großkrut, Großkrut in Niederösterreich ausgetragen.
| Datum                   |               | Ergebnis  |              |
| ----------------------- | ------------- | --------- | ------------ |
| 25.06.2000 um 14:00 Uhr | 1. DFC Leoben | 3:5 (2:1) | USC Landhaus |